# موزه بوگیس
موزه بوگیس (مالایی: Muzium Bugis) که در سابق به عنوان میراث بوگیس شناخته می‌شد، موزه ای است که در سال ۱۹۸۲، در پونتیان کچیل، جوهور، مالزی، به مردم بوگیس اختصاص یافت. این موزه، اولین موزه بوگیس در مالزی است و حدود ۲٬۰۰۰ دست‌ساخته همچون سلاح، لباس، سکه قدیمی، جواهرات و عکس در آنجا به نمایش گذاشته شده است.